# Heterotaxis brasiliensis
Heterotaxis brasiliensis là một loài thực vật có hoa trong họ Lan. Loài này được (Brieger & Illg) F.Barros mô tả khoa học đầu tiên năm 2002.

## Hình ảnh

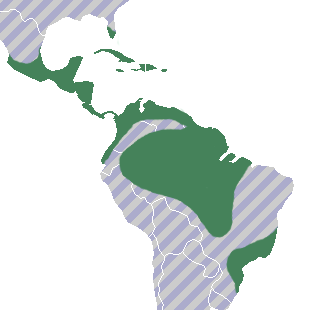